# Irrisor moqueur
Phoeniculus purpureus
Espèce
Synonymes
- Promerops purpureus J.F. Miller, 1784
(protonyme)

Statut de conservation UICN

 LC  : Préoccupation mineure
L'irrisor moqueur (Phoeniculus purpureus) est une espèce d'oiseaux de la famille des Phoeniculidae.

## Description
L'irrisor moqueur est une espèce abondante, d'un vert foncé métallique, avec un dos et une très longue queue de couleur violette en forme de losange. Des marques blanches distinctives sur les ailes et des chevrons blancs sur les bords de la queue la rendent facilement identifiable, tout comme son long bec rouge, fin et incurvé. Le dimorphisme sexuel est inexistant chez cette espèce, toutefois, tous les individus ne se ressemblent pas ; les immatures ont un bec noir.

## Répartition et sous-espèces
Cet oiseau vit dans les forêts, les zones boisées et les jardins suburbains de la plupart des pays d'Afrique subsaharienne. 
Selon la classification de référence du Congrès ornithologique international (15.1, 2025) il se répartit en six sous-espèces :
- P. p. senegalensis (Vieillot, 1822 — de la Gambie au Dahomey Gap ;
- P. p. guineensis (Reichenow, 1902) — du Sénégal à la république centrafricaine ;
- P. p. niloticus (Neumann, 1903) — du Soudan à l'Ouganda ;
- P. p. marwitzi (Reichenow, 1906) — de l'est de l'Ouganda à l'est de l'Afrique du Sud ;
- P. p. angolensis (Reichenow, 1902) — Angola, ouest de la Zambie et du Botswana et nord de la Namibie ;
- P. p. purpureus (Miller, 1784) — Afrique du Sud.

## Alimentation
L'irrisor moqueur est insectivore. Il se nourrit principalement au sol, dans les termitières ou sur les troncs d'arbres. Ses griffes spécialisées lui permettent de s'accrocher facilement à la face inférieure des branches tout en inspectant de près l'écorce à la recherche d'insectes.

## Reproduction
Cet oiseau évolue dans des groupes allant jusqu'à une douzaine d'oiseaux avec un seul couple reproducteur. La femelle reproductrice pond deux à quatre œufs bleus dans un trou d'arbre naturel ou un vieux nid de barbet et les couve pendant environ 18 jours. Après l'éclosion, elle et les oisillons sont nourris par le reste du groupe, même après qu'ils se sont envolés et ont quitté le trou du nid.

## Galerie

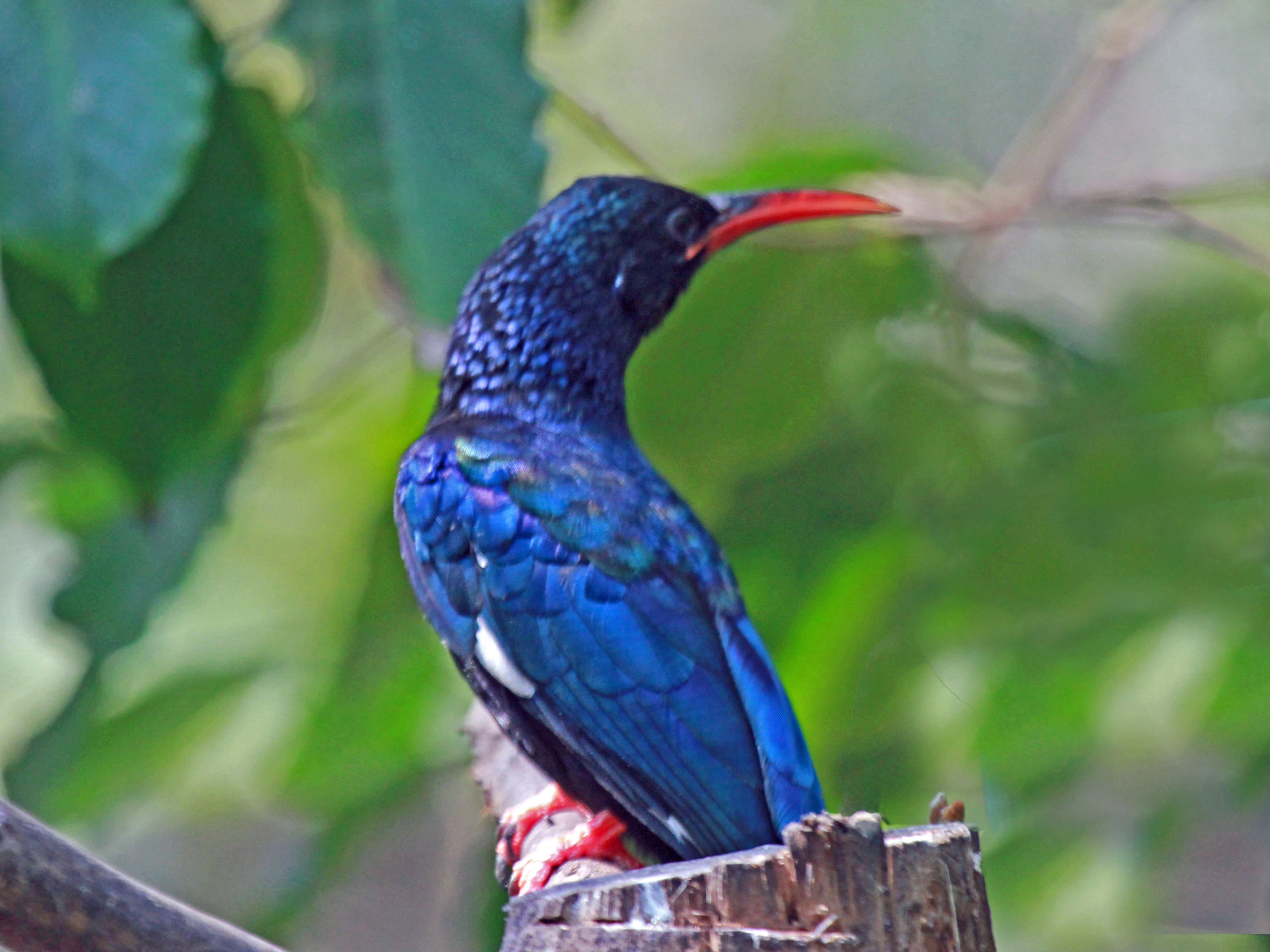
Irrisor moqueur (zoo de Caroline du Nord)
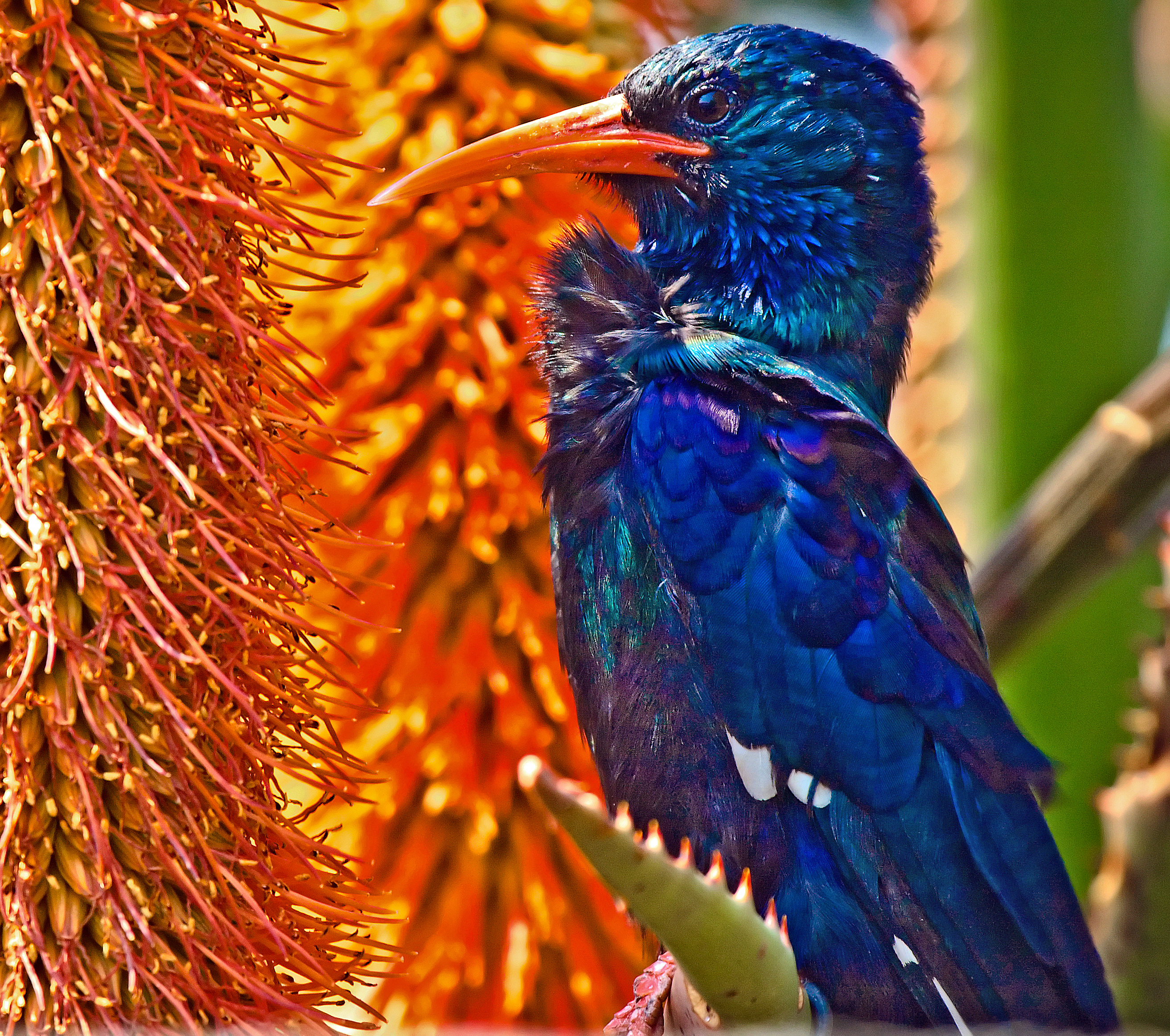
Irrisor moqueur d'Afrique du Sud
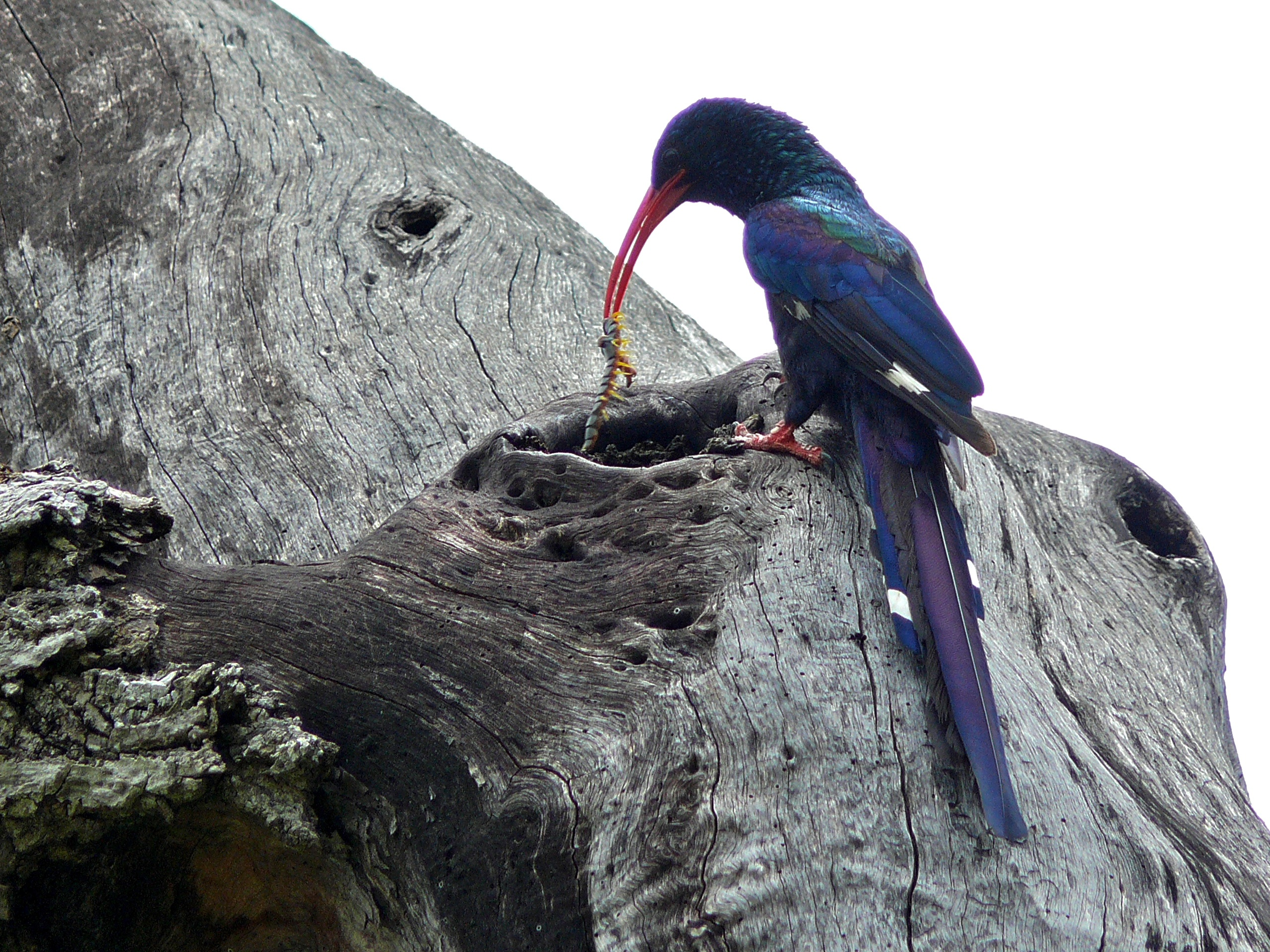
Irrisor moqueur (Parc national Kruger, Afrique du Sud)
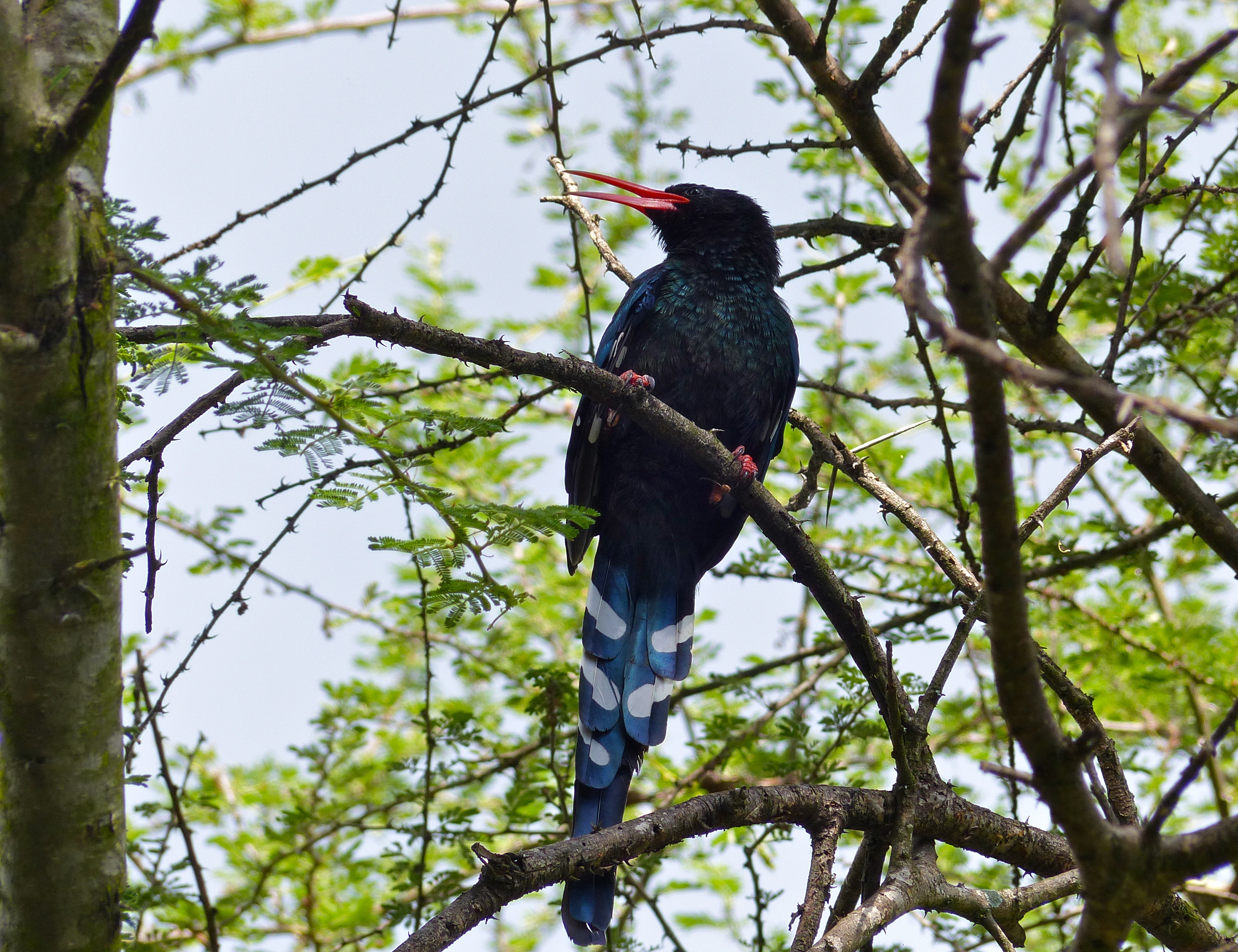
Irrisor moqueur (Parc national Kruger, Afrique du Sud)